# 신해경
신해경(1990년 ~ )은 대한민국의 드림 팝 싱어송라이터이다. 신해경은 예명이며, 이상의 본명인 김해경에서 따온 것이다. 현재까지 하나의 정규 음반 속꿈, 속꿈 (2020)을 발매했으며, 두개의 EP 나의 가역반응 (2017), 최저낙원 (2022)를 발매했다.

## 음반 목록

### 정규 음반
- 속꿈, 속꿈 (2020)

### Singles
- 나의 가역반응 (2017)
- 최저낙원 (2022)